# Polyura eudamippus
Polyura eudamippus is een vlinder uit de familie van de Nymphalidae. De wetenschappelijke naam van de soort is voor het eerst geldig gepubliceerd in 1843 door Edward Doubleday.